# Liste der Naturdenkmale in Sontra
Die Liste der Naturdenkmale in Sontra nennt die im Gebiet von Sontra im Werra-Meißner-Kreis in Hessen gelegenen Naturdenkmale.

## Liste
| Bild            | Bezeichnung | Ortsteil, Lage                                                  | Beschreibung | Art | Nr.         |
| --------------- | ----------- | --------------------------------------------------------------- | --- | --- | ----------- |
| Fotos hochladen | Linde       | Mitterode, Kastanienweg / Kirche 51° 6′ 22,9″ N, 9° 55′ 30,4″ O | Das Pflanzdatum der alten Dorflinde an der Ostseite der Kirche ist nicht bekannt. Der Ortschronist Adam Ackermann vermutet, ohne urkundliche Bestätigung, dass sie vielleicht als „Friedenslinde“ um 1648 am Ende des Dreißigjährigen Krieges oder im 18. Jahrhundert anlässlich des Fachwerkanbaus an die Kirche gepflanzt wurde. Auch könnte die Stiftung einer großen Glocke durch Hans von Diede im Jahr 1595 der Grund für die Pflanzung gewesen sein. |     | SON 636.560 |
| BW              | Eiben       | Wichmannshausen 51° 7′ 8,8″ N, 9° 58′ 52,7″ O                   | |     | SON 636.598 |
| Fotos hochladen | Buche       | Mitterode 51° 5′ 57,5″ N, 9° 54′ 40,3″ O                        | Die Buche steht östlich von dem Gut Urlettig, an der südwestlichen Ecke eines Waldstücks, das zu einem der vielen Teilbereiche des Fauna-Flora-Habitat-Gebiets „Werra- und Wehretal“ gehört. An dem alten Baum, der inzwischen an das Ende seines Lebens angekommen ist, führt der Fernwanderweg „Frau-Holle-Pfad“, mit dem Wegzeichen X4 vorbei. |     | SON 636.618 |